# Roger Gougenot des Mousseaux
Roger Gougenot des Mousseaux dicho también el chevalier Gougenot des Mousseaux, nacido el 22 de abril de 1805 y fallecido el 5 de noviembre de 1876, era un periodista y escritor polemista francés. Escribió varios libros denunciando las sociedades secretas y la masonería.
Gougenot des Mousseaux es un personaje de la novela El cementerio de Praga de Umberto Eco.

## Obras
- Le Monde avant le Christ. Influence de la religion dans les États, ou Séparation et harmonie entre les institutions religieuses et les institutions politiques, Paris, P. Mellier, 1845.
- Des Prolétaires, nécessité et moyens d'améliorer leur sort, Paris, Mellier frères, 1846.
- Dieu et les dieux, ou Un voyageur chrétien devant les objets primitifs des cultes anciens, les traditions et la fable, monographie des pierres dieux et de leurs transformations, Paris, Lagny frères, 1854.
- Mœurs et pratiques des démons ou des esprits visiteurs, d'après les autorités de l'Église, les auteurs païens, les faits contemporains, etc., Paris, H. Vrayet de Surcy, 1854.
- Essai généalogique sur la maison de Saint-Phalle, d'après monuments et d'après titres existant encore, Notices sur un grand nombre de maisons, Coulommiers, A. Moussin, 1860.
- La Magie au dix-neuvième siècle, ses agents, ses vérités, ses mensonges, précédée d'une lettre adressée à l'auteur par le P. Ventura de Raulica, Paris, H. Plon, 1860. Texto en línea
- Les Médiateurs et les moyens de la magie, les hallucinations et les savants ; le fantôme humain et le principe vital, Paris, H. Plon, 1863.
- Les Hauts Phénomènes de la magie, précédés du Spiritisme antique, Paris, H. Plon, 1864. Texto en línea
- Mœurs et pratiques des démons ou des esprits visiteurs, d'après les autorités de l'Église, les auteurs païens, les faits contemporains, etc., Paris, H. Plon, 1865.
- Le Juif, le judaïsme et la judaïsation des peuples chrétiens, Paris, H. Plon, 1869 ; 2e édition publiée par Charles Chauliac, Paris, F. Wattelier, 1886.
- La Question des princes d'Orléans, Paris, F. Wattelier, (1872)